# Michael Jackson Video Vanguard Award
Michael Jackson Video Vanguard Award (também conhecido como Video Vanguard Award ou Lifetime Achievement Award) é um prêmio honorário entregue para artistas musicais e diretores de videoclipes em edições do MTV Video Music Awards (VMA ou VMAs), cerimônia estabelecida em 1984. Apresentado pela MTV, tem como finalidade reconhecer as "notáveis contribuições" na arte dos vídeos musicais e do "profundo impacto" causado na cultura popular. Enquanto os vencedores anuais da premiação recebem um troféu banhado em prata, nesta categoria em especial os homenageados recebem a mesma estatueta banhada a ouro. Em sua edição de estreia, The Beatles e Richard Lester foram os primeiros honrados por "inventarem os videoclipes". Em 1986, Madonna se converteu como a primeira artista feminina contemplada com o prêmio.
Em 1991, o prêmio foi renomeado como homenagem a Michael Jackson, vencedor da categoria em 1988; autores documentam que o advogado do artista propôs a ideia para os organizadores da cerimônia, resultado de uma reclamação de Jackson quando descobriu que Madonna seria homenageada como a artista da década de 1980. No mesmo período, durante o especial de dez anos da MTV, Madonna ironizou: "Eu nunca pedi para que [vocês] nomeassem um prêmio com meu nome, pedi?". No ano seguinte, Axl Rose, vocalista do Guns N Roses, também rejeitou a associação da estatueta ao nome de Jackson, respondendo em seu discurso de vencedor: "Isso aqui não tem nada a ver com Michael Jackson". Em 2003, quando o prêmio foi atribuído à banda britânica Duran Duran, o prêmio recebeu o nome de "Lifetime Achievement Award" e em 2006, quando foi a vez de o diretor Hype Williams o receber, este foi apresentado como "Video Vanguard Award". Em 2019, seu título tornou-se objeto de controvérsia após a divulgação de Leaving Neverland, documentário sobre acusações de abusos sexuais de menores associadas a Jackson.
O prêmio foi atribuído todos os anos de 1984 a 2002, a exceção das edições de 1993, 1996, 1999 e 2002. De 2004 a 2010, só foi entregue uma única vez, em 2006. Depois de um interregno de cinco anos, voltou em 2011, sendo que a partir de 2012 os artistas homenageados apresentam um medley de êxitos seus.
Desde que foi instalada, a categoria já homenageou trinta e quatro artistas, sendo a maioria norte-americanos e britânicos, com exceção de Russell Mulcahy (da Austrália), Zbigniew Rybczyński (da Polônia), U2 (da Irlanda), Rihanna (de Barbados), Nicki Minaj (de Trindade e Tobago, embora esteja radicada nos EUA), e Shakira (da Colômbia). Entre todos os reverenciados, apenas nove atos foram capazes de vencer o maior prêmio da cerimônia, a categoria de Vídeo do Ano, incluindo Peter Gabriel e Justin Timberlake que receberam ambos os prêmios na mesma edição.

## Homenageados
| § | Indica vencedores da categoria de Vídeo do Ano |

| Ano  | Imagem | Homenageado(a)        | Nacionalidade     | Notas | Ref.          |
| ---- | ------ | --------------------- | ----------------- | --- | ------------- |
| 1984 |        | The Beatles           | Reino Unido       | Entregue por Andy Summers e Stewart Copeland, membros do The Police. Beatles e Richard Lester foram honrados por "inventarem os videoclipes".                                                                                                | [ 6 ] [ 18 ]  |
| 1984 |        | Richard Lester        | Estados Unidos    | Entregue por Andy Summers e Stewart Copeland, membros do The Police. Beatles e Richard Lester foram honrados por "inventarem os videoclipes".                                                                                                | [ 6 ] [ 18 ]  |
| 1984 |        | David Bowie           | Reino Unido       | Entregue por Herbie Hancock. | [ 18 ]        |
| 1985 |        | David Byrne           | Reino Unido       | Entregue por Chrissie Hynde. Byrne foi honrado por seu trabalho com Talking Heads. | [ 19 ]        |
| 1985 |        | Russell Mulcahy       | Austrália         | Entregue por John Taylor e Andy Taylor, membros do Duran Duran. Mulcahy foi o diretor da obra audiovisual de "Video Killed the Radio Star" (1979), interpretada por The Buggles, reconhecido como o primeiro vídeo musical exibido pela MTV. | [ 20 ]        |
| 1985 |        | Godley & Creme        | Reino Unido       | Entregue por Herbie Hancock. | [ 19 ]        |
| 1986 |        | Madonna §             | Estados Unidos    | Entregue por Robert Palmer. Madonna foi a primeira artista feminina honrada com o prêmio, recebendo posteriormente o troféu de Vídeo do Ano por "Ray of Light" em 1998.                                                                      | [ 21 ] [ 22 ] |
| 1986 |        | Zbigniew Rybczyński   | Polónia           | Entregue por Pet Shop Boys. | [ 21 ]        |
| 1987 |        | Peter Gabriel §       | Reino Unido       | Entregue por Laurie Anderson. Gabriel foi vencedor do troféu de Vídeo do Ano por "Sledgehammer" (1986) na mesma cerimônia. | [ 23 ]        |
| 1987 |        | Julien Temple         | Reino Unido       | Entregue por David Bowie. | [ 24 ]        |
| 1988 |        | Michael Jackson       | Estados Unidos    | Entregue por Peter Gabriel. Jackson foi o primeiro artista negro honrado com o prêmio. | [ 25 ] [ 26 ] |
| 1989 |        | George Michael        | Reino Unido       | Entregue por Madonna. | [ 27 ]        |
| 1990 |        | Janet Jackson         | Estados Unidos    | Entregue por Magic Johnson. Jackson permanece como a artista mais jovem a ser honrada com o troféu, recebendo-o quando tinha apenas 24 anos.                                                                                                 | [ 25 ]        |
| 1991 |        | Bon Jovi              | Estados Unidos    | Entregue por Arsenio Hall. | [ 28 ]        |
| 1991 |        | Wayne Isham           | Estados Unidos    | Entregue por Arsenio Hall. | [ 28 ]        |
| 1992 |        | Guns N' Roses         | Estados Unidos    | Entregue por Brian May e Roger Taylor, membros do Queen. | [ 29 ]        |
| 1994 |        | The Rolling Stones    | Reino Unido       | Entregue por Jann Wenner. | [ 30 ]        |
| 1994 |        | Tom Petty             | Estados Unidos    | Entregue por Billy Corgan, membro do The Smashing Pumpkins. | [ 31 ]        |
| 1995 |        | R.E.M. §              | Estados Unidos    | Entregue por Drew Barrymore. Anteriormente, a banda havia recebido o troféu de Video do Ano por "Losing My Religion" em 1991. | [ 32 ] [ 33 ] |
| 1997 |        | LL Cool J             | Estados Unidos    | Entregue por Mariah Carey. Converteu-se como o primeiro rapper vencedor da honraria. | [ 34 ] [ 35 ] |
| 1997 |        | Mark Romanek          | Estados Unidos    | Entregue por Janet Jackson. | [ 34 ]        |
| 1998 |        | Beastie Boys          | Estados Unidos    | Entregue por Chuck D. | [ 36 ]        |
| 2000 |        | Red Hot Chili Peppers | Estados Unidos    | Entregue por Chris Rock e Lance Crouther. | [ 37 ]        |
| 2001 |        | U2                    | Irlanda           | Entregue por Carson Daly. | [ 38 ]        |
| 2003 |        | Duran Duran           | Reino Unido       | Entregue por Kelly Osbourne e Avril Lavigne. | [ 39 ]        |
| 2006 | —      | Hype Williams         | Estados Unidos    | Entregue por Kanye West. | [ 40 ]        |
| 2011 |        | Britney Spears §      | Estados Unidos    | Entregue por Lady Gaga. Anteriormente, Spears havia recebido o troféu de Vídeo do Ano por "Piece of Me" em 2008. | [ 41 ]        |
| 2013 |        | Justin Timberlake §   | Estados Unidos    | Entregue por Jimmy Fallon. Timberlake também recebeu a estatueta de Vídeo do Ano por "Mirrors" (2013) na mesma cerimônia. | [ 42 ]        |
| 2014 |        | Beyoncé §             | Estados Unidos    | Entregue por Jay-Z e Blue Ivy. Beyoncé foi vencedora da categoria de Vídeo do Ano por "Single Ladies (Put a Ring on It)" em 2009 e "Formation" em 2016.                                                                                      | [ 43 ] [ 33 ] |
| 2015 |        | Kanye West            | Estados Unidos    | Entregue por Taylor Swift. | [ 44 ]        |
| 2016 |        | Rihanna §             | Barbados          | Entregue por Drake. Rihanna recebeu o troféu de Vídeo do Ano por "Umbrella" em 2007 e "We Found Love" em 2012. | [ 45 ] [ 33 ] |
| 2017 |        | Pink §                | Estados Unidos    | Entregue por Ellen DeGeneres. Anteriormente, Pink havia vencido a categoria de Vídeo do Ano por "Lady Marmalade" em 2001. | [ 46 ] [ 33 ] |
| 2018 |        | Jennifer Lopez        | Estados Unidos    | Entregue por Shawn Mendes. Converteu-se como a primeira artista de origem latina honrada com o prêmio. | [ 47 ]        |
| 2019 |        | Missy Elliott §       | Estados Unidos    | Entregue por Cardi B. Anteriormente, Elliott recebeu a estatueta de Vídeo do Ano por "Work It" em 2003. | [ 48 ]        |
| 2022 |        | Nicki Minaj           | Trinidad e Tobago | Entregue por membros do seu fã-clube "The Barbz". | [ 49 ]        |
| 2023 |        | Shakira               | Colômbia          | Shakira é a primeira artista sul-americana, colombiana e nascida na América Latina a receber o troféu. | [ 50 ]        |
| 2024 |        | Katy Perry §          | Estados Unidos    | Katy Perry recebe o troféu de seu marido Orlando Bloom. Anteriormente, Perry havia recebido o troféu de Vídeo do Ano por "Firework" em 2011.                                                                                                 | [ 51 ]        |